# Žluté moře
Žluté moře (čínsky 黄海, pchin-jin Huáng Hǎi, český přepis Chuang-chaj, korejsky 황해, transliterováno Hwang Hae), v Koreji někdy nazývané Západní moře (korejsky 서해, hanča 西海, transliterováno Seo Hae), leží na severním okraji Východočínského moře, které je okrajovým mořem Tichého oceánu. Moře je vklíněno mezi pevninskou Čínu a Korejský poloostrov. Své jméno získalo Žluté moře podle písku, který charakteristicky zbarvuje jeho vody a který má svůj původ v mohutném toku Žluté řeky.
Geologicky je dno Žlutého moře pokleslou částí Severočínské nížiny a patří k severočínské desce.